# Prokuracja

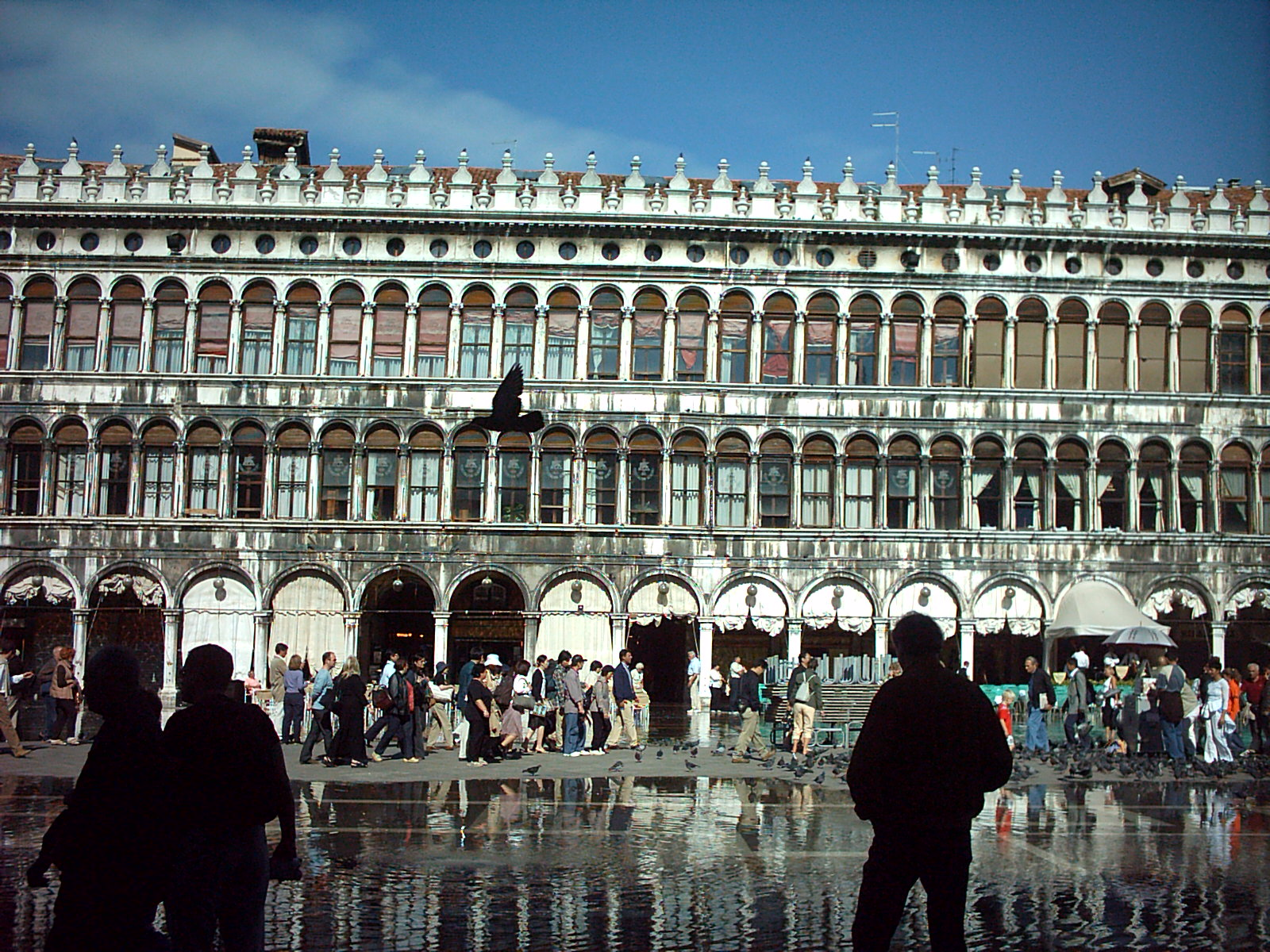
Prokuracja Stara i woda na placu św. Marka

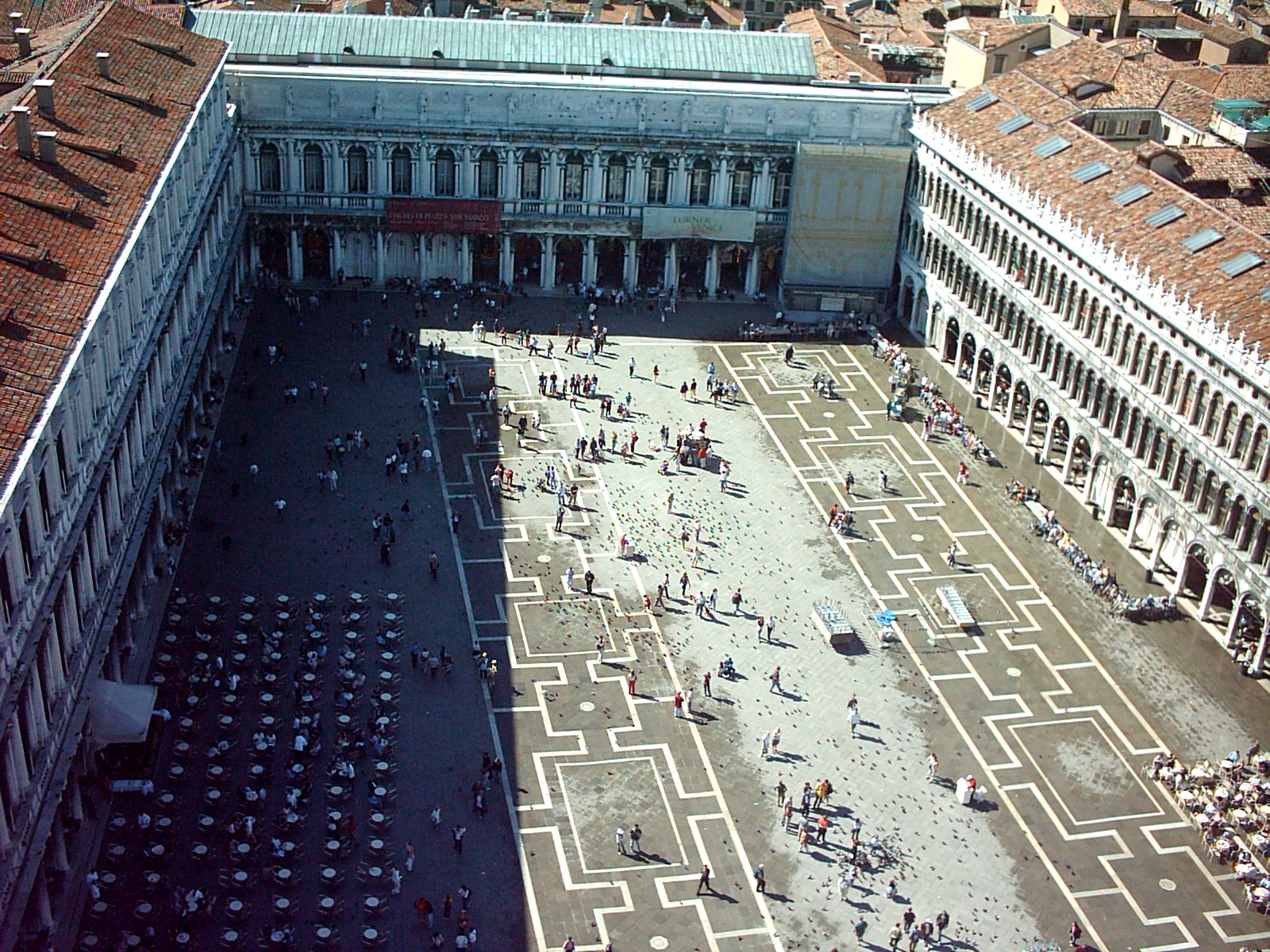
Plac św. Marka, budynki od lewej: Prokuracja Nowa, Ala Napoleonica, Prokuracja Stara

Prokuracja Stara i Prokuracja Nowa – dwa budynki usytuowane wzdłuż placu św. Marka w Wenecji.
Budynek Prokuracji Starej (Procuratie Vecchie), usytuowany po północnej stronie placu, istniał już za panowania doży Sebastiana Zianiego w XII wieku. Do niego, z pałacu Dożów zostały przeniesione apartamenty Prokuratorów (Procuratori della Repubblica) pełniących najważniejszą rolę we władzach miasta (najważniejsi, po doży, urzędnicy Republiki Weneckiej). Przebudowa w stylu renesansowym została rozpoczęta ok. 1500 r. według planów sporządzonych przez Maura Codussiego. Po pożarze w 1512 rekonstrukcję powierzono Bartolomeo Bonowi, prace zakończył Jacopo Sansovino ok. 1532 r.
Pozostawiono 50 arkad na parterze i dodano drugie piętro. W poziomie parteru, pod arkadami, znajdują się trzy przejścia łączące plac z ulicą na tyłach budynku. Obecnie, parter zajmują liczne sklepiki i kawiarnie. Najsławniejsza z nich to Caffe Quadri (otwarta w 1775) i Caffe Lavena (otwarta w połowie XVIII wieku), ulubione miejsce Richarda Wagnera.
Budynek Prokuracji Nowej (Procuratie Nuove), usytuowany po południowej stronie placu, został zaprojektowany przez Vincenzo Scamozziego w ostatnich latach dwudziestych XVI wieku. Jego klasycystyczna architektura jest wzorowana na budynku Prokuracji Starej. Prace trwały od 1582 do 1640, zakończone zostały przez Baldassare Longhena. Budynek łączy się z Biblioteką Sansovino usytuowaną wzdłuż Piazzetta di San Marco. Pierwotnie były to pomieszczenia przeznaczone dla rozrastających się urzędów prokuratorskich. W czasach napoleońskich został zamieniony w pałac królewski z siedzibą gubernatora napoleońskiego a później austriackiego. Po zjednoczeniu Włoch mieściła się w nim rezydencja królów, obecnie są w nim apartamenty prezydenckie.
Na parterze, pod arkadami mieści się Caffe Florian, istniejąca od 29 grudnia 1720 r., najstarsza kawiarnia Wenecji.
Budynki Prokuracji połączyło skrzydło Ala Napoleonica zbudowane w stylu klasycystycznym na polecenie Napoleona przez Giuseppe Maria Soli w miejscu kościoła San Gieminiano i skrzydeł budynków Prokuracji. W tym skrzydle mieściła się sala balowa. Budynek Ala Napoleonica i Prokuracji Nowej są ze sobą połączone. Obecnie znajdują się w nich pomieszczenia muzealne z wejściem z budynku Ala Napoleonica.